# Bergungspforte

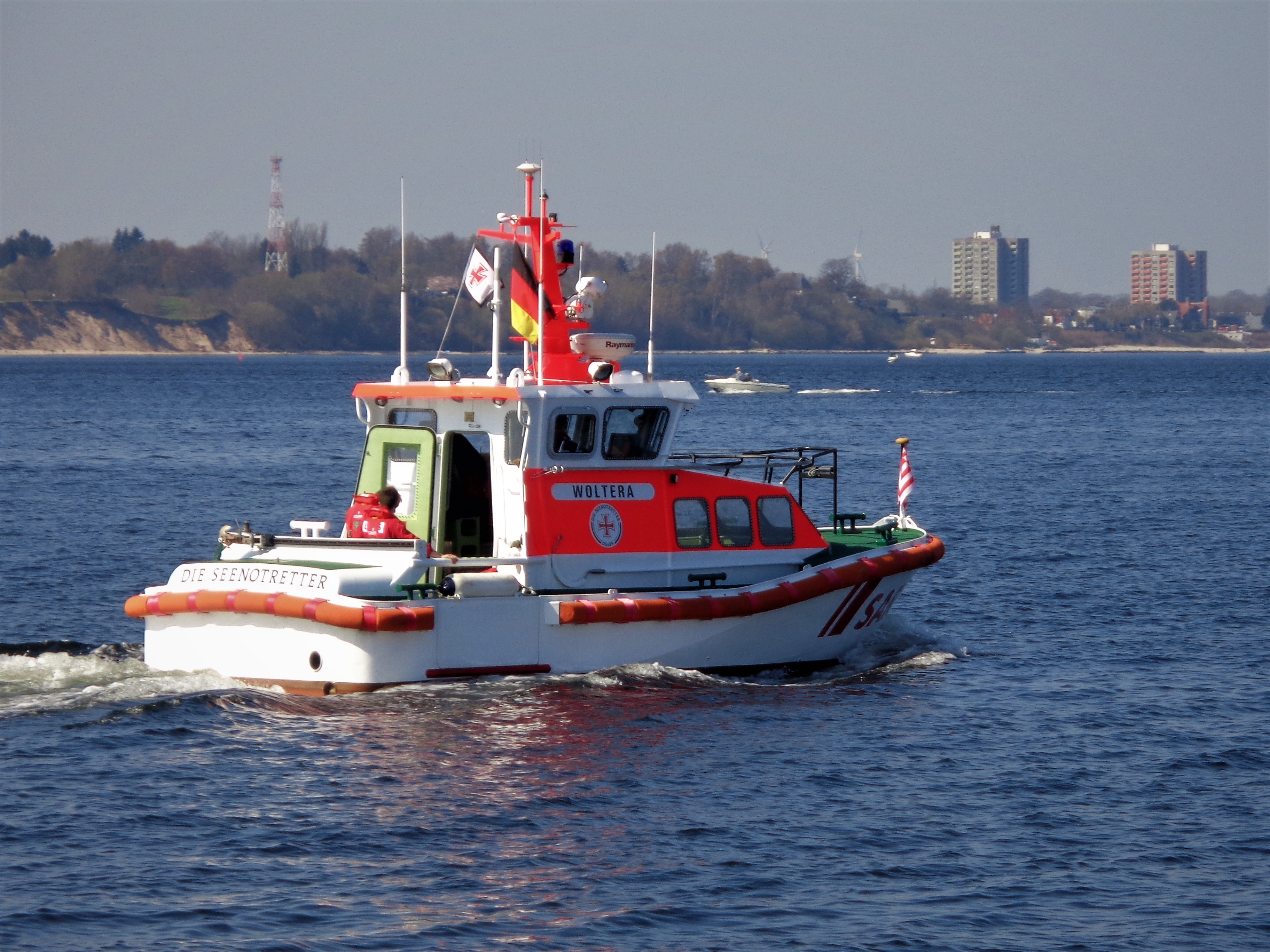
Rettungspforte, geschlossen, am Steuerbordheck des DGzRS-Bootes Woltera

Unter einer Bergungspforte versteht man eine seitlich in die Bordwand eingelassene Tür bei einem Seenotrettungsboot oder einem Seenotkreuzer, durch die eine Bergung von Schiffbrüchigen oder die Übernahme von Verletzten in horizontaler Lage in Höhe der Wasserlinie ermöglicht wird. Hiermit soll unter anderem der Bergungstod vermieden werden, der Unterkühlten bei plötzlicher Lageänderung widerfahren kann.
Erprobt und bewährt haben sich die Bergungspforten bei der Deutschen Gesellschaft zur Rettung Schiffbrüchiger zunächst auf den kleineren Seenotrettungsbooten. Aufgrund der dort gesammelten guten Erfahrungen wurde eine solche Rettungspforte auch bei dem größten deutschen Seenotkreuzer, der Hermann Marwede eingebaut.